# Поліклініка № 1 Державного управління справами
Поліклініка № 1 Державного управління справами державний медичний заклад національного статусу, який діяв з січня 2003 року до червня 2009 року. 26 червня 2009 року був реорганізований у Державну наукову установу «Науково-практичний центр профілактичної та клінічної медицини Державного управління справами».
Обслуговує на бюджетних засадах пацієнтів, прикріплених, згідно чинного Законодавства України, а також на госпрозрахункових засадах усіх повнолітніх громадян України та інших держав світу.

## Історія установи
Історія закладу започаткована у березні 1923 року, створенням комісії для лікування відповідальних партійних та державних працівників, яка мала назву «Комісія по ремонту партійних працівників». У функцію комісії входило: визначення стану здоров'я, необхідності госпіталізації, спеціального лікування, санаторно-курортного лікування, визначення необхідності реабілітаційно-відновлюваної відпустки та її термін.
Згодом було організовано Лікувально-санаторне управління при Раді Міністрів УРСР, яке у 1953 року перейменоване у Четверте Управління Міністерства охорони здоров'я УРСР, до сфери управління якого входила поліклініка № 1.
Відповідно до Указу Президента України від 25 вересня 2002 року і розпорядження Кабінету Міністрів України від 16 листопада 2002 року, у січні 2003 року поліклініка № 1 Державного лікувально-оздоровчого управління Кабінету міністрів України була передана в підпорядкування Державного управління справами (ДУС).
У жовтні 2007 року Державний заклад «Поліклініка № 1» ДУС був перейменований у Державний заклад «Клінічна поліклініка № 1» ДУС.
На виконання Розпорядження Кабінету Міністрів України від 17 червня 2009 року № 664-р «Деякі питання організації надання медичної допомоги» та Розпорядження Керівника Державного управління справами від 26.06.2009 року № 168, заклад був реорганізований у Державну наукову установу «Науково-практичний центр профілактичної та клінічної медицини Державного управління справами» (ДНУ «НПЦ ПКМ» ДУС).